# Bujangiin Ganbat
Bujangiin Ganbat (mongolisch Буянгийн Ганбат, englisch Buyangiin Ganbat, wiss. Transliteration Bujangijn Ganbat; * 8. November 1945) ist ein ehemaliger mongolischer Boxer.

## Sport
Bujangiin Ganbat trat bei den Olympischen Sommerspielen 1972 in München an. Im Bantamgewichtsturnier schied er im Achtelfinale gegen den US-Amerikaner Ricardo Carreras aus. Bei den Asienspielen 1974 in Teheran gewann er Bronze.